# Nikolaus von Urbanstadt

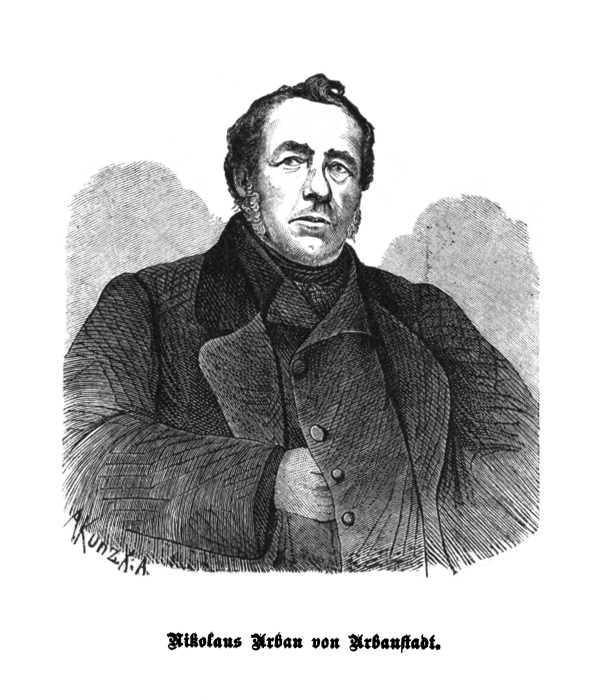
Nikolaus Urban von Urbanstadt

Nikolaus Urban von Urbanstadt (* 15. August 1801 in Eger; † 16. Dezember 1873 in Görkau) war ein böhmisch-österreichischer Kommunalbeamter, Heimatforscher und Archivar.

## Leben
Die Eltern von Nikolaus waren Franz Urban (nobilitiert mit „Urban von Urbanstadt“), dessen Vorfahren aus Duderstadt stammten, und Sabrina Ernstberger aus Eger, die am 8. Januar 1799 geheiratet hatten. Der Vater, seinerzeit Unteroffizier des 42. Österreichischen Infanterie-Regiments, wurde 1818 wegen seiner Verdienste, die er während der Napoleonischen Kriege erworben hatte, von Kaiser  Franz I. in den Adelsstand mit dem Prädikat von Urbanstadt erhoben. Aufgrund beruflich bedingter häufiger Standortwechsel seines Vaters besuchte Urbanstadt Schulen in Eger, Leitmeritz und Prag, bevor er 1822–1826 an der juristisch-politischen Fakultät der Karl-Ferdinands-Universität in Prag ein Studium absolvierte, um sich auf die Beamtenlaufbahn vorzubereiten. Nach mehrjähriger Tätigkeit als Praktikant wurde er am 8. August 1829 zum provisorischen Verbrauchssteuer-Kommissar für die Stadt Kaaden ernannt. 1834 heiratete er Katharina Janka. Im selben Jahr ist er als offizieller Verbrauchssteuer-Kommissar für Kaaden verzeichnet.
In der sehr alten Stadt Kaaden, wo er Zugang zu Archiven und alten Urkunden hatte, wurde Urbanstadts Interesse an der historischen Forschung geweckt, der er sich fortan neben seiner Amtstätigkeit mit großem Eifer widmete. Er verbrachte hier zehn Berufsjahre und wurde 1839 nach Krumau versetzt. 1852 wurde er Finanzbezirks-Kommissar in Eger. Er wirkte dort auch als Stadt-Archivar. Am 13. Dezember 1866 ließ er sich als Beamter in den Ruhestand versetzen. Seine intensive Tätigkeit als Lokalhistoriker setzte er jedoch fort. Ende April 1873 übersiedelte er nach Görkau, wo er im Dezember desselbe Jahres verstarb.
Urbanstadt verfasste zahlreiche Chroniken und Aufsätze über Ortschaften im Egerland. Eine Liste seiner Schriften hat Anton August Naaff in seiner ‚biographische Skizze‘ zusammengestellt. Ein Porträt Urbanstadts befindet sich im Band 5 seiner Geschichte der Bezirkshauptmannschafts-Gebiete Komotau, Saaz und Kaaden.

## Werke (Auswahl)
- Geschichte der Bezirkshauptmannschafts-Gebiete Komotau, Saaz und Kaaden. Mit besonderer Berücksichtigung der wichtigsten landwirthschaftlichen, industriellen und commerziellen Zweige. Fünf Bände (Druck und Verlag von Bruno Lässig).
  - Band 1
  - Band 2, 1870
  - Band 3
  - Band 4
  - Band 5,  Komotau 1873 (Digitalisat)

## Ehrungen
- Ehrenbürger der Stadt Kaaden (Diplom vom 17. April 1843)